# Balatonfüred

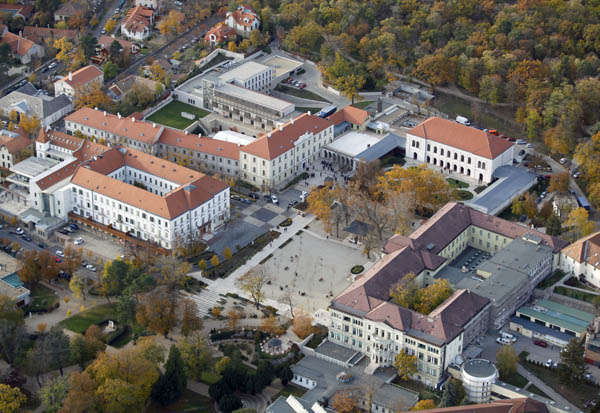
Balatonfüred

Balatonfüred [ˈbɒlɒtonfyrɛd] (deutsch Bad Plattensee) ist eine Stadt am Nordufer des Plattensees in Ungarn. Die Stadt hat ca. 13.000 Einwohner.
Der Kurort ist bekannt für seine Mineralquelle und sein mildes Klima. Der Stadtkern besteht aus Gebäuden aus dem 18. und 19. Jahrhundert. Aufgrund der jährlich etwa 170.000 Urlauber hat sich um den Stadtkern eine moderne Tourismus-Infrastruktur mit Hotels, Restaurants usw. gebildet. Balatonfüred hat zwei kostenpflichtige Badestrände, Kisfaludy und Esterházy. Diese beiden Strände liegen in der Nähe der Promenade. Eine traditionelle Veranstaltung ist der jährliche Anna-Ball.
Balatonfüred hat ein weltweit bekanntes Herzchirurgie-Zentrum mit zugehöriger Rehabilitationsanlage.
Bei Balatonfüred liegt das Weinanbaugebiet Balatonfüred-Csopak.
2010 wurden in Balatonfüred neben Budapest die Schwimmeuropameisterschaften 2010 ausgetragen.

## Geschichte
Balatonfüred wurde im Jahr 1211 erstmals urkundlich erwähnt. Bodenfunde belegen allerdings, dass der Ort schon in der Römerzeit besiedelt war. Ab dem 17. Jahrhundert finden sich schriftliche Hinweise auf die dort gelegenen Heilquellen. Der Ort erlebte seine Blütezeit in der ersten Hälfte des 19. Jahrhunderts als eleganter Treffpunkt führender Kulturschaffender und Politiker. Während der Reformperiode (1825–1848) trafen sich hier unter anderem István Széchenyi, Ferenc Deák, Miklós Wesselényi und Lajos Kossuth. Die Schauspielerin Lujza Blaha (1850–1926) verbrachte viele Jahre in Balatonfüred ihre Sommerfrische und erhielt hier nach ihrem Tod ein Denkmal. Der Dichter Sándor Kisfaludy gründete hier das erste ungarischsprachige Theater Transdanubiens. Mór Jókai schrieb hier seinen Roman Ein Goldmensch (Az arany ember). Ein berühmter Kurgast des 20. Jahrhunderts war Rabindranath Tagore.

## Kurort
Im Ort befinden sich Thermalheilquellen, die vor allem bei der Bekämpfung von Herz- und Kreislauferkrankungen hilfreich sind.
Beschrieben wurden zwei Quellen bereits im 17. Jahrhundert in einem deutschsprachigen Buch von Máté Lover als am Ufer des Plattensees entspringend und den Boden versumpfend. Das reine und belebende Wasser bewirkte, dass Bauern und Hirten die Quellen aufsuchten.
Wissenschaftlich wurde das Wasser von Mátyás Bél im 18. Jahrhundert beschrieben. Die Quellen gehörten dem Kloster Tihany. Unter Abt Ágoston Lécs wurden die Quellen erstmals 1743 gefasst.
Auch Graf Emanuel Zichy-Ferraris engagierte sich sehr für die Entwicklung des Bade- und Kulturlebens am Plattensee. Vor allem lag ihm die Entwicklung des Badelebens in Balatonfüred am Herzen. Er wurde Leiter des Hilfskomitees, das sich um den Bau eines Theaters in Balatonfüred bemühte. Am 7. Juli 1861 konnte auch ein neues Theater („Arena“ genannt) eingeweiht und in Betrieb genommen werden. Außerdem engagierte er sich für den Ausbau und die Verschönerung des Ortes, welcher ihm sehr am Herzen lag.

## Städtepartnerschaften
- Arpino, Italien
- Covasna, Rumänien
- Germering, Bayern, Deutschland
- Kouvola, Finnland
- Opatija, Kroatien
- Castricum, Niederlande

## Persönlichkeiten
- Zoltán Horváth (1937–2025), Säbelfechter, Olympiasieger und Weltmeister, geboren in Balatonfüred